# Nigellio
Nigellio war ein antiker römischer Toreut (Metallhandwerker) aus Gallien, der in der zweiten Hälfte des 1. Jahrhunderts aktiv war.
Nigellio ist heute nur noch aufgrund von acht Signaturstempeln auf Bronzekasserollen bekannt. Weitere Informationen aus literarischen oder epigraphischen Quellen liegen nicht vor.  Fünf der Bronzen wurden in Frankreich, zwei wohl in England und eine in Dänemark gefunden. Damit weisen diese, auch wenn nicht alle Fundplätze gesichert sind, keine übergroße Streuung auf. Alle wurden innerhalb der Nordwestprovinzen des Reiches oder wie im Falle des dänischen Exemplar im relativ nahen Barbaricum gefunden. Bei den Stücken handelt es sich um:
1. Bronzekasserolle; wahrscheinlich aus Frankreich; heute im Musée des Beaux-Arts in Lyon.[1]
2. Bronzekasserolle; aus Annemasse, Arrondissement Saint-Julien-en-Genevois, Département Haute-Savoie, Region Auvergne-Rhône-Alpes; heute im Archeologisch Museum Van Bogaert-Wauters in Hamme, Belgien.[2]
3. Bronzekasserolle; aus einem Depotfund von Chalain-d’Uzore, Arrondissement Montbrison, Kanton Montbrison, Département Loire, Region Auvergne-Rhône-Alpes; heute im Museum La Diana in Montbrison.[3]
4. Bronzekasserolle; aus dem Fluss Doubs bei Sauniers; heute in einer Privatsammlung in Chalon-sur-Saône.[4]
5. Bronzekasserolle; gefunden in der Saône, Frankreich; heute im Musée Denon in Chalon-sur-Saône.[5]
6. Bronzekasserolle; Fundort unbekannt (England?); heute im Ashmolean Museum in Oxford.[6]
7. Bronzekasserolle; Fundort unbekannt (England?); heute im Ashmolean Museum in Oxford.[7]
8. Bronzekasserolle; gefunden in Ringe, Faaborg-Midtfyn Kommune, Region Syddanmark, Dänemark; heute im Dänischen Nationalmuseum in Kopenhagen.[8]

## Einzelbelege
1. ↑  Inventarnummer A 2129; Richard Petrovszky: Studien zu römischen Bronzegefäßen mit Meisterstempeln. Leidorf, Buch am Erlbach 1993, S. 278, Nr. N.10.01.
2. ↑  Inventarnummer ?; Richard Petrovszky: Studien zu römischen Bronzegefäßen mit Meisterstempeln. Leidorf, Buch am Erlbach 1993, S. 278, Nr. N.10.02; CIL 12, 5698,8.
3. ↑  Inventarnummer 890.10.49; Richard Petrovszky: Studien zu römischen Bronzegefäßen mit Meisterstempeln. Leidorf, Buch am Erlbach 1993, S. 279, Nr. N.10.03; CIL 13, 10027,31.
4. ↑  Richard Petrovszky: Studien zu römischen Bronzegefäßen mit Meisterstempeln. Leidorf, Buch am Erlbach 1993, S. 279, Nr. N.10.04.
5. ↑  Inventarnummer CA 414; Richard Petrovszky: Studien zu römischen Bronzegefäßen mit Meisterstempeln. Leidorf, Buch am Erlbach 1993, S. 279, Nr. N.10.05.
6. ↑  Inventarnummer 1932/163; Richard Petrovszky: Studien zu römischen Bronzegefäßen mit Meisterstempeln. Leidorf, Buch am Erlbach 1993, S. 279, Nr. N.10.06.
7. ↑  Inventarnummer  1932/164; Richard Petrovszky: Studien zu römischen Bronzegefäßen mit Meisterstempeln. Leidorf, Buch am Erlbach 1993, S. 279, Nr. N.10.07
8. ↑  Inventarnummer 7165; Richard Petrovszky: Studien zu römischen Bronzegefäßen mit Meisterstempeln. Leidorf, Buch am Erlbach 1993, S. 279–280, Nr. N.10.08; CIL 13, 10036,54.

| Personendaten    | Personendaten                              |
| ---------------- | ------------------------------------------ |
| NAME             | Nigellio                                   |
| KURZBESCHREIBUNG | antiker römischer Toreut                   |
| GEBURTSDATUM     | 1. Jahrhundert v. Chr. oder 1. Jahrhundert |
| STERBEDATUM      | 1. Jahrhundert oder 2. Jahrhundert         |